# Harry Bicket
Harry Bicket (Liverpool, 1961) es un clavecinista, organista y director de orquesta inglés. Estudió en Radley College, Christ Church, Oxford y en el Royal College of Music de la Oxford University adquiriendo reputación internacional como experto en representaciones de practica informada o de periodo particularmente en obras de Handel, Mozart y Bach.

## Biografía
Como organista se desempeñó en la St George's Chapel de Windsor y en Westminster Abbey en la ocasión de la boda de Sarah Ferguson y el Príncipe Andrés, Duque de York.
En 1996 debutó en el Festival de Glyndebourne en la producción de Peter Sellars de Theodora (Handel) con Dawn Upshaw, Lorraine Hunt Lieberson y David Daniels y en la Ópera Estatal de Baviera en Múnich con Rinaldo de Handel.
En la temporada 2001 debutó en el Liceo de Barcelona con Giulio Cesare ganando el Premio de los críticos de ópera. Otras intervenciones en ópera fueron Orfeo y Combattimento di Tanvredi e Clorinda de Monteverdi, Ariodante de Handel para la ENO, Orfeo (Scottish Opera), Werther para la English Touring Opera; Le nozze di Figaro y La clemenza di Tito (New York City Opera), Orfeo en la Royal Danish Opera, y Semele con la English National Opera.
En 2003 debutó en la Lyric Opera Chicago y Covent Garden de Londres con Orlando de Handel y en diciembre de 2004 debutó en el Metropolitan Opera de New York dirigiendo Rodelinda de Handel con Renée Fleming and David Daniels regresando en la temporada 2006 para Giulio Cesare. Dirigió nuevamente a David Daniels en la Ópera de Santa Fe en Radamisto de Handel y en la Florida Grand Opera en Giulio Cesare y L'incoronazione di Poppea de Monteverdi que también dirigió en la Ópera de Los Ángeles con Susan Graham y Frederica von Stade..
Ha dirigido la New York Philharmonic, Rotterdam Philharmonic, Minnesota Orchestra, Royal Stockholm, Los Angeles Philharmonic, Hallé Orchestra, Bayerische Rundfunk, Royal Liverpool Philharmonic, St Paul Chamber Orchestra, City of London Sinfonia, Scottish Chamber Orchestra, Bournemouth Symphony Orchestra, City of London Sinfonia, y Ulster Orchestra entre otras.
Desde el 2007 es el director titular del conjunto The English Concert.

## Discografía de referencia
- Bach: Sacred Arias & Cantatas / Daniels, The English Concert
- Britten: A Midsummer Night's Dream / (DVD)
- Handel / Ian Bostridge
- Handel / Renée Fleming
- Handel: Arias, Cantatas / Lorraine Hunt Lieberson
- Handel: Rinaldo / Daniels (Munich DVD)
- Mozart & Gluck Arias / Susan Graham
- Gluck, Handel, Mozart / David Daniels
- A Night With Handel (DVD)